# .ag
.ag là tên miền quốc gia cấp cao nhất (ccTLD) dành cho Antigua và Barbuda. Nó được quản lý bởi Trường sở Y khoa của Đại học Khoa học Sức khỏe Antigua.